# Smithsonian Institution

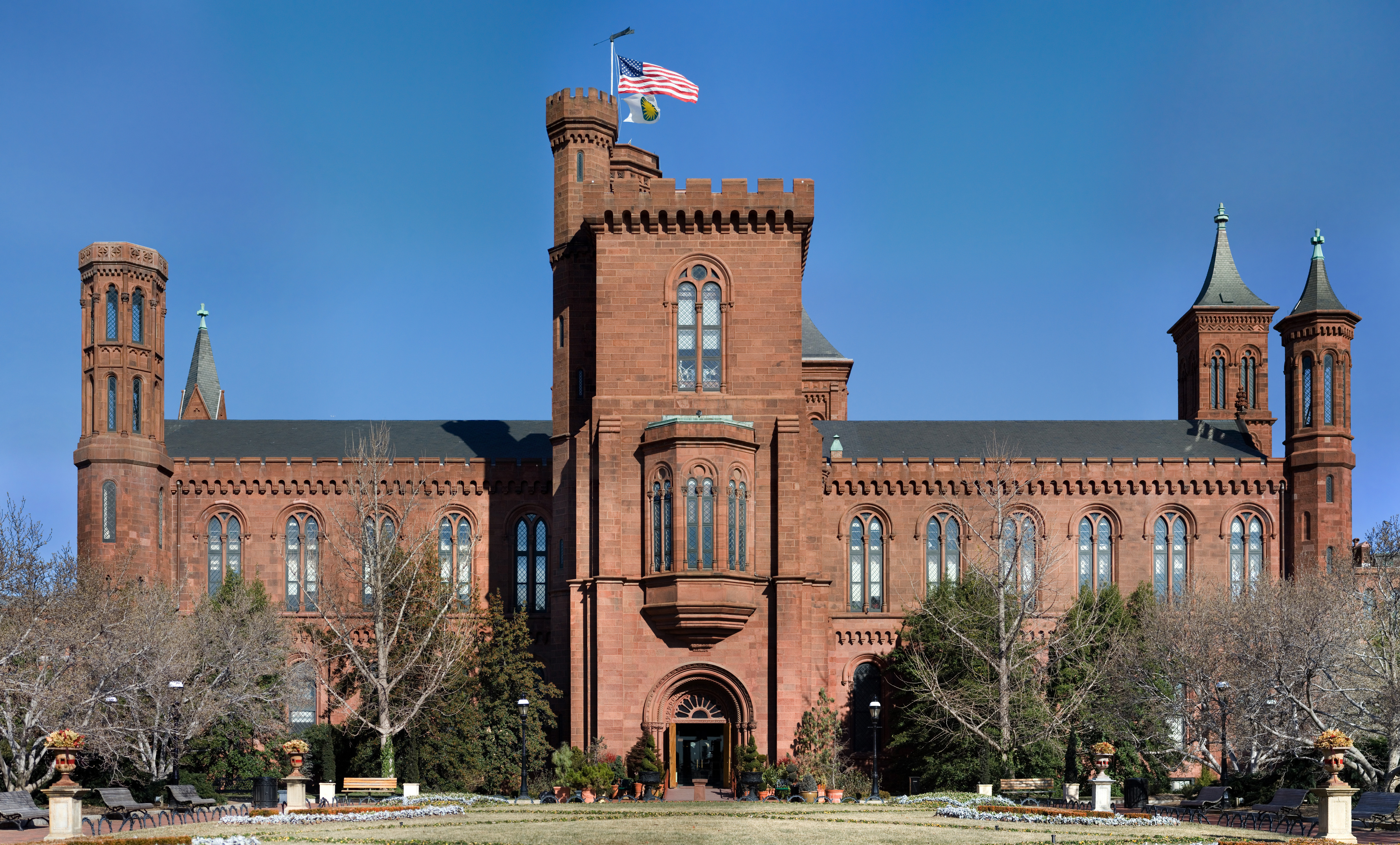
Het "Kasteel" aan de National Mall dat als bestuursgebouw van het Smithsonian fungeert

De Smithsonian Institution is een Amerikaans onderwijs- en onderzoeksinstituut met bijbehorend museumcomplex. Het grootste deel van de faciliteiten is gevestigd in Washington D.C., met name aan de National Mall. Gezamenlijk bestaat de instelling uit negentien musea en zeven onderzoekscentra en beheert ze collecties met 142 miljoen voorwerpen. Het instituut en de musea worden gefinancierd en indirect beheerd door de Amerikaanse overheid.

## Geschiedenis
Het Smithsonian is in 1846 opgericht naar aanleiding van een legaat uit 1829 van de Engelse geleerde James Smithson inhoudende dat, mocht zijn neef Henry James Hungerford kinderloos komen te overlijden, een som van honderdduizend gold sovereigns aan de Verenigde Staten van Amerika vermaakt moest worden ter oprichting van een instituut om het toen erbarmelijk lage peil van het wetenschappelijk onderzoek in dat land wat op te krikken. In 1835 stierf Hungerford inderdaad kinderloos. Er volgde een lange politieke strijd over de vraag óf men de — door velen als zeer krenkend ervaren — making wel moest aanvaarden en zo ja, in welke vorm men aan de voorwaarden moest voldoen. Uiteindelijk richtte men een trust op om het instituut zo onafhankelijk mogelijk te maken.

## Collectie en activiteiten
Onder de talloze voorwerpen in de rijke collecties valt bijvoorbeeld een verzameling instrumenten van de Italiaanse vioolbouwer Antonio Stradivari te noemen.
Het onderzoeksinstituut is aangesloten bij de Biodiversity Heritage Library (BHL), een samenwerkingsproject dat is gericht op het digitaliseren en beschikbaar stellen via open access van literatuur met betrekking tot biodiversiteit. Ook neemt het deel aan de Encyclopedia of Life, een online project dat een overzicht wil geven van alle beschreven organismen.
Het Smithsonian Tropical Research Institute is een onderzoeksinstituut dat onderdeel uitmaakt van het Smithsonian Institution. Het is gevestigd in Panama en richt zich op onderzoek en bescherming van de tropische biodiversiteit.

## Musea

### Washington D.C.
- Anacostia Museum
- Arthur M. Sackler Gallery
- Arts and Industries Building
- Freer Gallery of Art
- Hirshhorn Museum and Sculpture Garden
- National Air and Space Museum
- National Museum of African American History and Culture
- National Museum of African Art
- National Museum of American History

- National Museum of the American Indian
- National Museum of Natural History
- National Portrait Gallery
- National Postal Museum
- S. Dillon Ripley Center
- Smithsonian American Art Museum
- Smithsonian Institution Building
- Smithsonian National Zoological Park
- De National Gallery of Art is geen onderdeel van het Smithsonian, maar is er wel mee geaffilieerd.

### New York
- Cooper Hewitt, Smithsonian Design Museum
- National Museum of the American Indian's George Gustav Heye Center

### Chantilly
- National Air and Space Museum's Steven F. Udvar-Hazy Center

### Tennessee
- Museum of Appalachia